# Danh sách thân vương Capua
Đây là danh sách lãnh đạo của Thân vương quốc Capua.

## Nhà cai trị Capua người Lombard

### Gastald và bá tước Capua
Những gastald (hoặc bá tước) xứ Capua đều là chư hầu của thân vương Benevento cho đến đầu thập niên 840, khi Gastald Landulf bắt đầu kêu gọi nền độc lập mà Salerno vừa tuyên bố gần đây. Điều đó đã gây ra một cuộc nội chiến ở Benevento kéo dài không dứt cứ mỗi mười năm và Capua cuối cùng mới được độc lập hẳn vào cuối thế kỷ 9.
- 840–843 Landulf I il vecchio
- 843–861 Lando I (con trai tiềm nhiệm)
- 861 Lando II Cyruttu (con trai tiềm nhiệm, bị phế truất)
- 861–862 Pando il rapace (chú tiềm nhiệm, kẻ tiếm vị)
- 862–863 Pandenulf (con trai tiềm nhiệm, bị phế truất)
- 863–866 Landulf II il vescovo (còn là Giám mục Capua, chú tiền nhiệm, kẻ tiếm vị, bị phế truất)
- 866–871 Lambert I di Spoleto (còn là Công tước Spoleto, không có quan hệ họ hàng, bị Hoàng đế Louis II đưa lên, sau bị phế truất)
- 871–879 Landulf II il vescovo (phục vị)
- 879–882 Pandenulf (phục vị)
- 882–885 Lando III (anh em họ tiềm nhiệm, tiếm vị)
- 885–887 Landenulf I (anh em tiềm nhiệm)
- 887–910 Atenulf I (anh em họ tiềm nhiệm)
  - 901–910 Landulf III, đồng cai trị

### Thân vương Capua
Năm 910, thân vương quốc Benevento và Capua đều được hợp nhất từ cuộc chinh phục (của Atenulf) và tuyên bố không thể tách rời. Điều này cùng sự đồng cai trị quen thuộc của con cái và anh em, không ngừng gây nhầm lẫn với bất kỳ nhà sử học ở thời kỳ này, thậm chí còn hơn cả độc giả của mình.
- 910–943 Landulf III, đồng cai trị từ năm 901 (xem trực tiếp ở trên)
  - 911–940 Atenulf II, đồng cai trị
  - 940–943 Landulf IV, đồng cai trị (có lẽ từ năm 939)
  - 933–943 Atenulf III Carinola, đồng cai trị
- 943–961 Landulf IV Đỏ, đồng cai trị từ năm 940 (xem ở trên)
  - 943–961 Pandulf I Đầu sắt, đồng cai trị
  - 959–961 Landulf V, đồng cai trị
- 961–968 Landulf V, đồng cai trị với em mình (có lẽ đến năm 969, xem trực tiếp ở dưới), còn đồng cai trị từ năm 959 (xem trực tiếp ở trên)
- 961–981 Pandulf I Đầu sắt, đồng cai trị với em mình (xem trực tiếp ở trên), còn đồng cai trị từ năm 943 (xem ở trên), còn là Công tước Spoleto (từ năm 967), Salerno (từ năm 978), và Benevento (từ năm 961) 
  - 968–981 Landulf VI, đồng cai trị

Năm 982, thân vương quốc cuối cùng đã bị xé lẻ bởi sự phân chia tài sản rộng lớn của Pandulf Đầu sắt và thông qua chiếu chỉ triều đình, nhưng niên đại thì ít gây nhầm lẫn.
- 981–982 Landulf VI
- 982–993 Landenulf II
- 993–999 Laidulf
- 999 Adhemar
- 999–1007 Landulf VII
- 1007–1022 Pandulf II
  - 1009–1014 Pandulf III, đồng cai trị
- 1016–1022 Pandulf IV, được gọi là Con Sói xứ Abruzzi
- 1022–1026 Pandulf V, còn là bá tước xứ Teano
  - 1023–1026 John, đồng cai trị
- 1026–1038 Pandulf IV, lần thứ hai
- 1038–1047 Guaimar, còn là Thân vương Salerno
- 1047–1050 Pandulf IV, lần thứ ba
- 1050–1057 Pandulf VI
- 1057–1058 Landulf VIII

## Thân vương Capua người Norman
Những thân vương này đều thuộc dòng dõi Drengot và đóng vai trò là đối trọng với nhà Hauteville mãi cho đến khi nó mất hết mọi quyền lực. Niên đại ở đây có thể rất khó hiểu do sự kình địch giữa Robert II và Roger II của Sicilia cùng con cái họ.
- 1058–1078 Richard I
- 1078–1091 Jordan I
- 1091–1106 Richard II
  - 1092–1098 Lando IV, giữ Capua đối lập với Richard II
- 1106–1120 Robert I
- 1120 Richard III
- 1120–1127 Jordan II
- 1127–1156 Robert II
  - 1135–1144 Alfonso, ứng cử viên của Roger II của Sicilia
  - 1144–1154 William, ứng cử viên của Roger II của Sicilia

Đến thời Vương quốc Sicilia đã trở thành một phần riêng cho những đứa con thứ hai:
- 1155–1158 Robert III
- 1166–1172 Henry